# DECO*27
DECO*27（日語：デコ・ニーナ，1986年12月16日—）為日本男性音樂創作家。福岡縣人。所屬事務所為P._nc（ピンク），唱片公司為OTOIRO。

## 概要
特色為融合搖滾樂和電子音樂的元素，歌詞概念則表現出各式各樣對戀人、朋友、家庭、甚或自身的愛情。
名稱是從「凸額頭」的凸（・Deco）而來，數字則是因為喜歡「２」跟幸運數字「７」而決定，為了將英文和數字結合在一起而成加入＊符號，成為了「DECO*27」。
十三歲時受到父親的影響開始學吉他，一年後開始獨自作曲。在參與樂團活動時，於2007年在友人推薦下瀏覽Niconico動畫網站，偶然看見livetune用初音未來所創作的歌曲「Packaged」，從此展開VOCALOID創作。
DECO*27的曲子在網路上獲得一定人氣後，於2010年四月發表了自主製作的專輯《相愛性理論》。在發現初音未來之前一直沒有找到適合自己曲風的歌手，而在網路上活動之後，逐漸找到適合人選，開始陸續發表原創曲目。
最初使用VOCALOID中的初音未來進行創作。受到sasakure.UK於2010年3月發售的的專輯收錄曲的影響，也開始使用Megpoid。
Deco*27在2010年7月使用Megpoid發表的歌曲「モザイクロール」獲得絕大人氣，網路達到百萬點閱率，給予「Megpoid」本身的軟體銷量和爆紅都有相當大的影響。
與山中拓也一同作為主要負責人，於2020年4月27日開始公布音樂企劃《MILGRAM -ミルグラム-》
（中文音譯：米爾格倫，粉絲愛稱迷路菇）

## 樂團
2010年與女歌手 marina 組成樂團「DECO*27 feat. marina」活動。
2011年與女演員兼歌手柴崎幸、ＤＪTeddyLoid組成新團體「galaxias!」，同年11月發行專輯《galaxias!》；樂團結成的因緣，來自製作單位送給柴崎幸一張DECO*27的首張專輯《相愛性理論》，柴崎幸相當中意音樂，便邀請DECO*27合作，提供樂曲給柴崎幸的個人單曲《無形スピリット》，單曲中也收錄了 TeddyLoid 製作的混音版樂曲，製作過程讓三人結交深厚而決定共創樂團。
2011同年，DECO*27也與 Mai、HIRO、Alex 三人結成樂團「LOVE LASTS FOREVER」，十二月在Youtube公開處女作「アイバリィ（页面存档备份，存于）」。2012年加入鍵盤手 Eddy，以五人樂團的體制正式活動，2013年5月發表第一張專輯「HASHTAG LADY」。

## 投稿歌曲
| 序列 | 中文曲名                           | 連結             | 投稿日期       | 備註                         |
| ---- | ---------------------------------- | ---------------- | -------------- | ---------------------------- |
| 1    | 和我相似的你 和你相似的我          |                  | 2008年10月8日  |                              |
| 2    | Rainborder                         |                  | 2008年11月24日 |                              |
| 3    | 沙漏                               |                  | 2008年12月19日 |                              |
| 4    | 戀距離遠愛                         |                  | 2009年2月12日  |                              |
| 5    | 戀距離遠愛 Self Cover              |                  | 2009年2月16日  |                              |
| 6    | 春風前線。                         |                  | 2009年4月9日   |                              |
| 7    | 相愛性理論                         |                  | 2009年4月14日  |                              |
| 8    | 三葉草                             |                  | 2009年5月18日  |                              |
| 9    | 愛的話語                           |                  | 2009年7月21日  |                              |
| 10   | 心壞會談                           |                  | 2009年7月28日  |                              |
| 11   | 二息步行                           |                  | 2009年8月28日  |                              |
| 12   | No You, No Me                      |                  | 2009年9月2日   |                              |
| 13   | 罪與罰                             |                  | 2009年9月8日   |                              |
| 14   | 你以上，我未滿                     |                  | 2009年9月22日  |                              |
| 15   | 愛 think so,                       |                  | 2009年10月25日 |                              |
| 16   | Dummy Dummy                        |                  | 2009年11月4日  |                              |
| 17   | 你以上，我未滿                     |                  | 2009年11月9日  |                              |
| 18   | Lovegazer                          |                  | 2009年11月30日 |                              |
| 19   | 一個人的兩人世界                   |                  | 2009年12月18日 |                              |
| 20   | 試著唱唱看「愛的話語」             |                  | 2010年1月2日   |                              |
| 21   | 試著唱唱看「STEP TO YOU」          |                  | 2010年2月10日  |                              |
| 22   | 愛 think so, feat. Topi            |                  | 2010年4月3日   |                              |
| 23   | 膽小鬼蒙布朗                       |                  | 2010年4月15日  |                              |
| 24   | 試著唱唱看「說謊的假花             |                  | 2010年4月24日  |                              |
| 25   | 馬賽克卷                           |                  | 2010年7月15日  |                              |
| 26   | 夢想                               |                  | 2012年1月12日  |                              |
| 27   | 懼高症                             |                  | 2013年2月26日  |                              |
| 28   |                                    |                  | 2013年4月15日  |                              |
| 29   |                                    |                  | 2013年4月18日  |                              |
| 30   | 妄想税                             |                  | 2013年9月7日   |                              |
| 31   | 愛的話語II                         |                  | 2013年10月8日  |                              |
| 32   | 我的名字是                         |                  | 2013年11月15日 |                              |
| 33   | 音偽物語                           |                  | 2013年11月30日 |                              |
| 34   | 愛迷挽歌                           |                  | 2013年12月18日 |                              |
| 35   | 大掃除                             |                  | 2013年12月27日 |                              |
| 36   | 毒占欲                             |                  | 2014年1月31日  |                              |
| 37   | 麻煩鬼                             |                  | 2014年2月14日  |                              |
| 38   | Streaming Heart（流心              |                  | 2014年3月21日  |                              |
| 39   | Antibeat                           |                  | 2014年4月28日  |                              |
| 40   | LoveDoll                           |                  | 2014年5月30日  |                              |
| 41   | 8月31日                            |                  | 2014年8月31日  |                              |
| 42   | Heart Alamode                      |                  | 2014年10月3日  |                              |
| 43   | Rooter's Song                      |                  | 2014年11月21日 |                              |
| 44   | 劍鬥Johnny                         |                  | 2015年12月16日 |                              |
| 45   | Ghost Rule                         |                  | 2016年1月8日   | 週刊四連冠                   |
| 46   | LIAR DANCE                         |                  | 2016年5月27日  |                              |
| 47   | 隨便啦                             |                  | 2016年8月5日   |                              |
| 48   | Reversible・Campaign（雙面・作戰） |                  | 2016年9月16日  |                              |
| 49   | 妄想感傷賠償聯盟                   |                  | 2016年11月18日 |                              |
| 50   | 火花                               | 火花             | 2017年8月4日   | 初音未來十週年紀念專輯收錄曲 |
| 51   | 初嵐                               | 初岚             | 2017年8月31日  | 初音ミクChinese 公式曲       |
| 52   | 妄想感伤代偿联盟                   | 妄想感伤代偿联盟 | 2017年10月27日 | 妄想感伤代偿联盟（妄想感傷代償連盟）中文版   |

其餘非自行投稿歌曲，請見這裡。

## 商業作品

### CD

#### 單曲
| 序列 | 發售日期      | 標題 | 最高排名 | 規格                                               |
| ---- | ------------- | ---- | -------- | -------------------------------------------------- |
| 1st  | 2011年7月27日 |      | 42位     | 初回生産限定盤：XECJ-9013、通常盤： XECJ-1013      |
| 2nd  | 2011年12月7日 |      | 54位     | 初回生産限定盤：XECJ-9014、通常盤： XECJ-1014      |
| 3rd  | 2012年4月18日 |      | 24位     | 初回生産限定盤： MHCL-2340/2、通常盤： MHCL-2343/4 |

#### 專輯
| 序列 | 發售日期       | 標題 | 最高排名 | 規格                                        |
| ---- | -------------- | ---- | -------- | ------------------------------------------- |
| 1st  | 2010年4月21日  |      | 42位     | XECJ-1009                                   |
| 2nd  | 2010年12月15日 |      | 11位     | XECJ-1011                                   |
| 3rd  | 2012年7月25日  |      | 27位     | 初回限定盤： UMA-9004/5、通常盤： MUMA-1004 |
| 4th  | 2014年3月26日  |      | 11位     | UMA-9033/4                                  |
| 5th  | 2016年9月28日  |      |          | 初回限定盤：UMA-9083/4、通常盤：UMA-1083    |
| 6th  | 2019年5月22日  |      |          | 初回限定盤： GNCL-1309、通常盤：GNCL-1310   |
| 7th  | 2020年12月16日 |      |          | 初回限定盤： GNCL-1309、通常盤：GNCL-1325   |
| 8th  | 2022年3月9日   |      |          | 初回限定盤： GNCL-1343、通常盤：GNCL-1344   |

### 參與作品

#### CD
- 《EXIT TUNES PRESENTS STARDOM 3》（EXIT TUNES、2010年2月3日發售） 
  - 收錄網路人氣音樂家歌曲的彙編專輯。提供。
- （Joint Records、2010年3月3日發售）
  - sasakure.UK的原創專輯。DECO*27按的混音版收錄。
- 《VL-SCRAMBLE》（國王唱片、2010年3月24日發售） 
  - 使用VOCALOID的歌曲的彙編專輯。提供《ANIMALIA》。
- 《valuable sheaves》（ドワンゴ・ミュージックエンタテインメント、2010年3月24日發售） 
  - VALSHE的專輯。提供《二息歩行》。
- 《初音ミク -Project DIVA- 2nd NONSTOP MIX COLLECTION》（ソニー・ミュージックダイレクト、2010年7月28日發售）
  - PlayStation Portable用節奏動作遊戲軟體《初音ミク -Project DIVA- 2nd》的公式彙編專輯。遊戲提供的REMIX版本。
- 《無形スピリット》（環球音樂 (日本)、2011年2月9日發售）
  - 柴崎幸的單曲。擔當作曲。
- 《防衛本脳／Evidence》（波麗佳音、2011年4月20日發售）
  - Daisy×Daisy的單曲。擔當製造。
- 《サオリリス 歌ってみた 初音ミク》（ソニー・ミュージックダイレクト、2011年4月27日発売） 
  - サオリリスのアルバム。を提供。
- 《1PIKO》（キューンミュージック、2011年5月11日發售） 
  - Piko的專輯。提供。
- 《SUPER VOCALO BEAT》（ドワンゴ・ミュージックエンタテインメント、2011年6月1日發售）
  - VOCALOID曲中歐陸節拍類型的REMIX專輯。提供。歌手為。
- 《機械の花ラボラトリ》（UMAA、2011年6月22日發售）
  - kous的原創專輯。DECO*27按的REMIX版本收錄。
- 《VOCALOID BEST from ニコニコ動画 (あか)（日语：VOCALOID BEST from ニコニコ動画 (あか)）》（ソニー･ミュージックダイレクト、2011年6月22日発売）
  - Niconico動畫上使用VOCALOID的人氣曲集錄。提供。
- 《ボーカロイド　ラボラトリー》（ユニバーサルミュージック、2011年7月27日發售）
  - VOCALOID樂曲的翻唱收錄專輯。收錄的、的、的。
- 《THE VOCALOID produced by Yamaha（日语：THE VOCALOID produced by Yamaha）》（ヤマハミュージックコミュニケーションズ、2011年9月14日發售）
  - 各種VOCALOID的人氣曲彙編專輯。提供。
- 《ヒラく宇宙ポケット（日语：ヒラく宇宙ポケット）》（ワーナー・ホーム・ビデオ、2011年10月5日發售）
  - KOTOKO的專輯。擔當的作曲。
- 《Daisy×Daisy》（波麗佳音、2011年11月16日發售） 
  - Daisy×Daisy的專輯。2011年4月發售的單曲中收錄。
- 《galaxias!》（NAYUTAWAVE RECORDS、2011年11月23日發售） 
  - 與柴崎幸、TeddyLoid的組合galaxias!的首張專輯。
- 《かえしうた》（dmARTS、2011年11月30日發售）
  - 將VOCALOID樂曲獨奏翻唱的彙編專輯。提供。
- 《EXIT TUNES PRESENTS ぐ 〜そんなふいんきで歌ってみた〜》（EXIT TUNES、2011年12月28日發售） 
  - 的專輯。提供。
- 《VOCALO TEARS feat. 初音ミク》（FULL MOON、2012年1月18日發售） 
  - 初音未來《泣き系》樂曲收錄專輯。提供。
- 《空想活劇・参》(IMAGICA、2012年1月25日發售)
  - 動漫歌曲合輯為主題的專輯。《サイ》參與作詞、作曲、編曲。ヴォーカル為“ef”、イラスト為“水瀬マユ”。
- 《プティパ（日语：プティパ (アルバム)）》（Flying DOG、2012年3月28日發售） 
  - 悠木碧的專輯。擔當、的作詞作曲。
- 《愛言葉》（SME、2012年3月28日發售） 
  - 佐香智久的單曲。提供。
- 《そらあい》（EXIT TUNES、2012年6月6日發售） 
  - そらる的專輯。提供。
- 《トモシビアブラ》（EXIT TUNES、2012年6月20日發售） 
  - 灯油の的專輯。提供。
- 《初音ミク 5thバースデー ベスト〜impacts〜》（ドワンゴ・ミュージックエンタテインメント、2012年8月1日發售）
  - 初音未來發售五周年紀念專輯。提供與sasakure.UK共同創作的。は初音ミク発売5周年を記念して行われたファミリーマートで行われた《初音ミク 5th Anniversary ミクLOVESファミマ♪キャンペーン》のテレビCMソングに起用されている[12]。
- 《初音ミク 5thバースデー ベスト〜memories〜》（ソニー・ミュージックダイレクト、2012年8月1日發售）
  - 初音未來發售五周年紀念專輯。提供、與sasakure.UK之共作。
- 《memoReal》（dmARTS、2012年8月1日發售）
  - 96猫的專輯。提供。
- 《BabyPod 〜VocaloidP × 歌い手 collaboration collection〜》（日本クラウン、2012年9月26日發售） 
  - VOCALOID樂曲的翻唱彙編專輯。提供。
- 《有形世界リコンストラクション》（波麗佳音、2012年10月17日發售） 
  - 有形ランペイジ的專輯。提供。
- 《Snow Song Show》（U/M/A/A、2012年12月18日發售） 
  - 使用初音未來創作的聖誕歌曲的合輯。提供與sasakure.UK共同創作的《Snow Song Show》。
- 《ヒトコエ-42701340-》（キューンミュージック、2013年2月20日發售） 
  - Piko的專輯。提供。

#### 其他
- 《ミクうた、おかわり》（SEGA、2010年3月25日發售）
  - 遊戲軟體《初音ミク -Project DIVA-》的追加下載內容。能夠在遊戲中使用《二息步行》一曲遊玩。[13]
- 《初音ミク -Project DIVA- 2nd》（SEGA、2010年7月29日發售）
  - 《初音ミク -Project DIVA-》系列第二彈、提供《愛言葉》一曲。
- 《週刊はじめての初音ミク》（集英社）
  - 集英社雜誌《週刊YOUNG JUMP》漫畫家林健太郎連載的四格漫畫作品《週刊第一次的初音未來》之中，2010年51號之中出現了“デコP（DecoP）”的角色。Deco*27並擔綱官方印象樂曲製作《很久很久以前的今天的我》。
- 《初音ミク and Future Stars Project mirai》（SEGA、2012年3月8日發售）
  - 提供主題曲與遊戲使用樂曲《ゆめゆめ》。
- 《ラブカレンダー》（水瀬マユ、Square Enix）
  - DECO*27 3rd Album 《ラブカレンダー》由水瀬マユ改編漫畫。2012年在漫畫雜誌《月刊 BIG GANGAN》連載。[14]
- 《モザイクロール》（akka、ASCII MEDIA WORKS）
  - 樂曲《モザイクロール》依照 Deco*27 本人的原始設定，由製作音樂ＰＶ的繪師 akka 改編漫畫。2013年在電子漫畫雜誌《COMIC@LOID》連載。[15]

## 備註
1. 1 2  
 17. 寺島情報企画. 2010年6月: 14–15頁. |journal=被忽略 (帮助); |issue=被忽略 (帮助)
2. ↑  
. ヤマハミュージックメディア. 2010: 37頁. ISBN 978-4636852455.
3. ↑   17. 寺島情報企画. 2010年7月: 25–28頁. |journal=被忽略 (帮助); |issue=被忽略 (帮助)
4. ↑  
. エクストラ. 2010: 50. ISBN 978-4861131547.
5. ↑  . BARKS (ITmedia). 2010年5月2日  [2010年5月14日]. （原始内容存档于2010年5月5日）.
6. 1 2  . ASCII.jp (アスキー・メディアワークス). 2011年2月4日  [2011-02-04]. （原始内容存档于2011-02-08）.
7. ↑  
. 月刊「事業構想」. 2012-11: 56. |journal=被忽略 (帮助); |issue=被忽略 (帮助)
8. ↑  . ナタリー (ナターシャ). 2010-12-15  [2010-12-17]. （原始内容存档于2010-12-17）.
9. ↑  . オリコン. 2011-10-04  [2011-10-04]. （原始内容存档于2019-09-24）.
10. ↑  .   [2013-07-29]. （原始内容存档于2013-07-24）.
11. ↑  DECO*27从本作品开始同时在Niconico和Bilibili上投稿。
12. ↑  . Musicman-NET (エフ・ビー・コミュニケーションズ). 2012-08-09  [2012-09-01]. （原始内容存档于2013-04-19）.
13. ↑  . GAME Watch (インプレス). 2010年3月25日  [2010年5月14日]. （原始内容存档于2010年3月29日）.
14. ↑  . コミックナタリー. 2012-08-25  [2013-01-02]. （原始内容存档于2012-12-16）.
15. ↑  . コミックナタリー. 2012-12-26  [2012-12-31]. （原始内容存档于2012-12-31）.

## 外部連結
- DECO*27 OFFICIAL WEBSITE（页面存档备份，存于） - 官方網站
- ::U/M/A/A::ARTIST|DECO*27 - 唱片公司
- DECO*27的X（前Twitter）
- 挑戦を続けるDECO*27、創作の軌跡（12年7月26日 CINRA.NET掲載）（页面存档备份，存于）